# Dick Twardzik
Richard Henryk Twardzik (ur. 30 kwietnia 1931 w Danvers, zm. 21 października 1955 w Paryżu) – amerykański pianista jazzowy polskiego pochodzenia. Współpracował m.in. z takimi artystami jak Serge Chaloff, Charlie Mariano, Charlie Parker, Chet Baker, Lionel Hampton, Charles Mingus czy Roy Haynes.

## Życiorys
Naukę gry na fortepianie pobierał u Margaret Chaloff, nauczycielki z New England Conservatory, która wśród fanów jazzu bardziej kojarzona jest po prostu jako matka Serge’a Chaloffa, bebopowego saksofonisty barytonowego, z którym to Dick Twardzik rozpoczął swoją karierę jako czternastolatek, koncertując w bostońskich klubach nocnych. Znajomość ta „zaowocowała” również uzależnieniem od heroiny młodego pianisty.
Od 1951 regularnie nagrywał jako sideman. W wieku 21 lat rozpoczął współpracę z Charliem Parkerem. W 1954 podpisał kontrakt z wytwórnią Pacific Jazz dla której nagrał trzy autorskie kompozycje oraz cztery standardy jazzowe (około 22 minuty materiału).
Ostatnim muzycznym doświadczeniem w życiu Richarda Twardzika, była współpraca z Chetem Bakerem. Kiedy Baker zaproponował swojemu kwartetowi przedłużoną europejską trasę koncertową, która miała rozpocząć się latem 1955. Jego sidemeni sprzeciwiali się – jeden po drugim odchodzili, jednak Russ Freeman (pianista współpracujący przez wiele lat z Chetem Bakerem) polecił Twardzika jako jego następcę. Baker zgodził się, dołączając go do odnowionego składu, w którym znaleźli się również perkusista Peter Littman i basista Jimmy Bond. Perkusista również cierpiał na uzależnienie od heroiny, co przyczyniło się tylko do pogłębienia nałogu u Dicka. 11 października w paryskim Studio Pathé-Magellan, nagrali materiał (wydany później przez Barclay Records) do albumu Chet In Paris, na którym znalazł się jeden utwór Twardzika pt. „The Girl From Greenland”. Cztery dni później kwartet odbył sesję nagraniową w Stuttgarcie u boku szwedzkiego saksofonisty barytonowego Larsa Gullina, a 20 października Twardzik po raz ostatni wystąpił na żywo w paryskim Club Tabu. Gdy następnego dnia pianista nie pojawił się na próbie, Baker wysłał Littmana, aby sprawdził ich hotel – perkusista znalazł Twardzika martwego w swoim pokoju, z igłą wciąż w ręku. Istnieją spekulacje, że Chet Baker był z pianistą w czasie przedawkowania i ze strachu uciekł z pokoju hotelowego.
Wytwórnia Pacific Jazz, aby móc wydać trio Twardzika (dysponowali materiałem na jedną stronę LP), umieściła na albumie również trio Russa Freemana – połączona płyta Russ Freeman/Richard Twardzik pt. Trio ujrzała światło dzienne pod koniec 1955.
W grze Richada Twardzika słychać doskonały warsztat pianistyczny oraz niebanalne podejście do harmonii i rytmu. Oprócz tego, że pianista wychował się na pianistyce Buda Powella i Arta Tatuma. Znaczny wpływ na jego grę miało również wykształcenie. Poza lekcjami klasycznego fortepianu z Margarett Chaloff, Richard studiował również kompozycję na New England Conservatory oraz uczył się gry na harfie. Jego oryginalny styl był jedną z głównych inspiracji Cecila Taylora, który studiował wówczas z Dickiem. Wsłuchując się w kompozycje Twardzika (również utworu The Fable Of Mabel z albumu Serge’a Chaloffa) można usłyszeć wiele wspólnych cech z muzyką Taylora. Zarówno formy jego utworów, jak też nietypowe improwizacje sięgają daleko poza bebop.
Przyjaciel Dicka Twardzika, autor jednej z jego biografii oraz muzyk, Leroy Sam Parkins opowiada, że dzień przed wylotem na trasę po Europie z Chetem Bakerem zaprosił Dicka na kolację. Richard był wtedy świeżo po powrocie z półrocznego detoksu w Bridgewater. Zadał mu pytanie: „Dicky – dlaczego to robisz – wyjeżdżasz z tą zgrają narkomanów?” Dick odpowiedział: „Żeby udowodnić, że dam radę”. Znamy niestety koniec jego historii.
O Richardzie Twardziku powstała książka (w języku angielskim) autorstwa Jacka Chambersa pt. Bouncin' With Bartok: The Incomplete Works Of Richard Twardzik (2006).

## Dyskografia
- Charlie Parker, Boston 1952[7]
- Charlie Mariano, Boston All Stars 1953
- Serge Chaloff, The Fable of Mabel 1954
- Richard Twardzik Trio 1954
- Chet Baker Quartet In Paris 1955
- Chet Baker In Europe 1955

Istnieją również albumy z pojedynczymi utworami nagranymi przez Twardzika oraz sesje, które nie doczekały się wydania. Pełny wykaz nagrań: http://homes.chass.utoronto.ca/~chambers/twardzik2.html